# 10174 Емічка
10174 Емічка (10174 Emička) — астероїд головного поясу, відкритий 2 травня 1995 року.
Тіссеранів параметр щодо Юпітера — 3,301.